# St. Fabian und Sebastian (Giershagen)

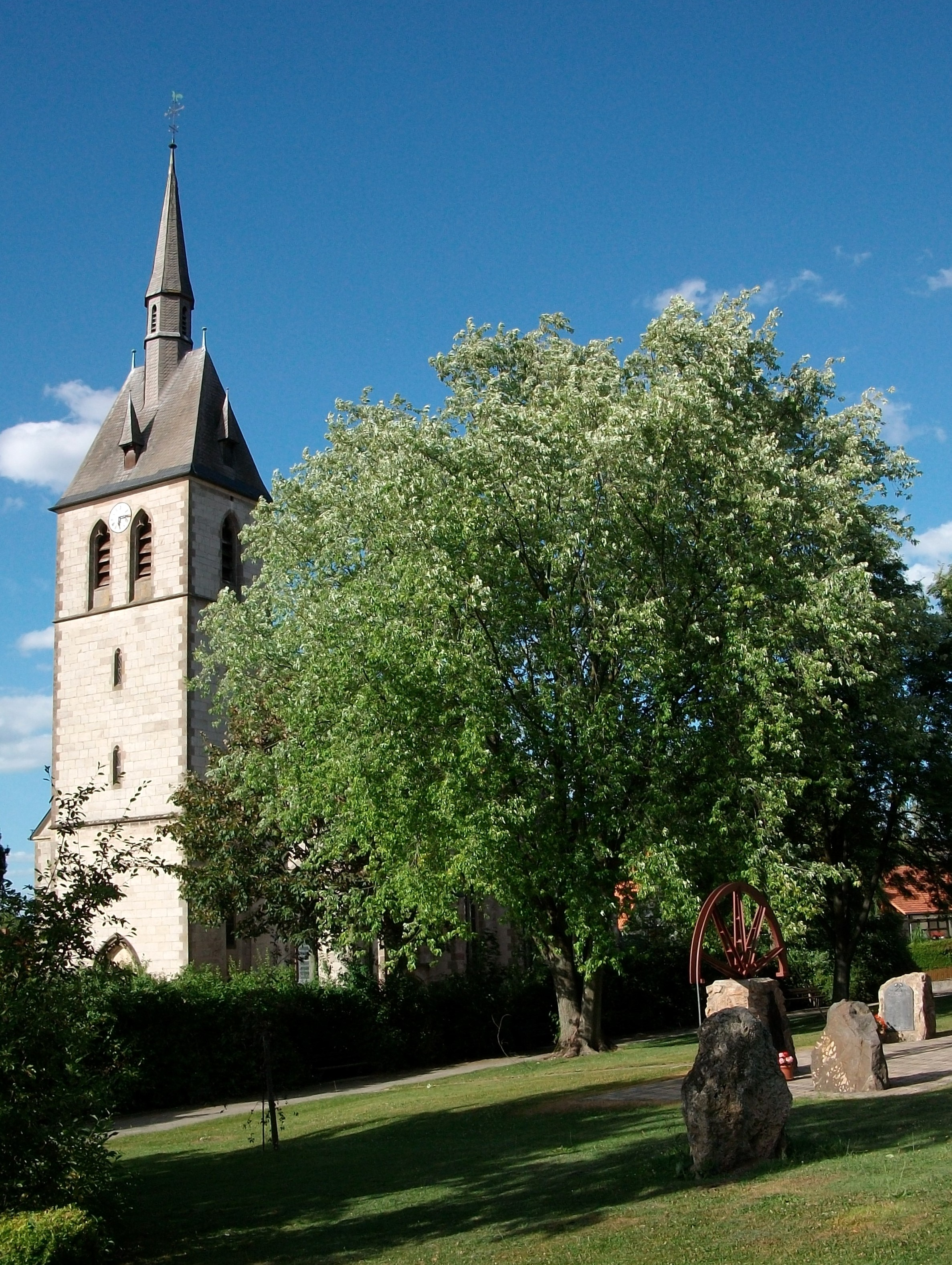
St. Fabian und Sebastian

Die katholische Pfarrkirche St. Fabian und Sebastian ist ein denkmalgeschütztes Kirchengebäude in Giershagen, einem Stadtteil von Marsberg, im Hochsauerlandkreis (Nordrhein-Westfalen). Die Pfarrei gehört zum Pastoralverbund Marsberg-Süd im Dekanat Hochsauerland-Ost (Erzbistum Paderborn).

## Geschichte und Architektur
Die Vorgängerkirche wurde 1901 abgebrochen. Das Gebäude wurde von 1901 bis 1902 dreischiffig errichtet. Die Kirche ist den Hll. Fabian und Sebastian geweiht. Sie ist mit einer Nord- und einer Südsakristei ausgestattet. Über der Orgelempore wurde am Bogen ein alter Schlussstein vermauert. Er zeigt das Bredelaer Klosterwappen und rechts das Abtswappen der Zisterzienser, die im Ort lange Zeit die Gerichtsbarkeit ausübten.

## Ausstattung
- Der achteckige Taufstein in Pokalform von 1580 ist stark beschädigt. Er wurde aus gelblichem Marmor gefertigt, der Deckel ist aus Weichholz. Das Becken ist mit einem Blattfries verziert
- Vier Sitzfiguren aus Weichholz mit einer Höhe von etwa 42 cm stellen die Evangelisten dar. Die Figuren sind Arbeiten von Heinrich Papen.
- Die barocke Monstranz aus dem 18. Jahrhundert ist 65 cm hoch. Sie wurde aus teilweise vergoldetem Silber angefertigt. Der Achtpass des Fußes ist mit Medaillons der vier Evangelisten verziert. Das Lunulagehäuse ist achteckig, mit einem Rahmen aus Ähren- und Traubengewinden.
- Verschiedene Figuren, wie eine Doppelmadonna, der auferstandene Christus und einige Heilige aus unterschiedlichen Epochen.[1]